# بالینای شرقی
بالینای شرقی (به انگلیسی: East Ballina) یک منطقهٔ مسکونی در استرالیا است که در نیو ساوت ولز واقع شده‌است.